# レイパロマ
レイパロマ（1975年2月20日 - ）は、日本のプロレスラー。本名：熊谷 次郎（くまがえ じろう）。

## 経歴
大阪リゾートアンドスポーツ専門学校卒業後、24歳の時にプロレスラーになるためメキシコへ渡る。
2000年4月2日、メキシコシティ郊外で行われたプロレス興行における対ウラカン・ネグロ戦でデビュー。7月、日本に帰国して広島で504が中心になり県内在住の自営業、会社員、高校教師などのプロレス愛好者と共にダブプロレスを設立。9月、BoRDERでリングを使用しないバックヤードスタイルで興行を開催。
2005年1月、道場を借りて自前のリングを購入。12月25日、広島県立広島産業会館東館でダブプロレスの旗揚げ戦を開催。
2014年3月1日、DDTプロレスリングで活動しているユニット「モンスター・アーミー」に加入。
2016年8月、全日本プロレスで活動しているユニット「エボリューション」の広島支部構成員として加入。9月、広島市に自身が経営するメキシコ料理店「アカプルコ」がオープン。
2020年4月12日、デビュー20周年記念興行「PALOMA EXPO'20」の開催を予定していたが新型コロナウイルスの影響で延期になった。
2021年5月、新型コロナウイルスへの感染が明らかになって入院を含めた17日間の加療を経て6月初旬に退院。

## 得意技
ムーンサルトプレス
エノラゲイ
恍惚

## 入場曲
- ストリッパー（沢田研二）

## タイトル歴
- DOVE世界ヘビー級王座
- DOVEタッグ王座
- 世界UDON無差別級王座
- APEX OF TRIANGLE王座
- インターナショナルジュニアヘビー級タッグ王座

## コラム
- レイパロマのメキシコ太陽族（デイリースポーツ広島版）（2020年1月 - ）